# Madeline Price
Madeline Price, född 11 september 1995, är en friidrottare från Kanada. Hon deltog vid olympiska sommarspelen 2020.